# Абрамова, Светлана Александровна
Светлана Александровна Абрамова (род. 27 октября 1970 года, Москва, СССР) — российская прыгунья с шестом, заслуженный тренер Российской Федерации, мастер спорта России международного класса, кандидат педагогических наук. Серебряный призёр Игр доброй воли 1994 года. Трёхкратная чемпионка России на стадионе (1993, 1994, 1997) и четырёхкратная в помещении (1993, 1994, 1997, 1998). Экс-рекордсменка мира в прыжках с шестом.

## Биография и карьера
Дебютировала на международной арене в 1994 году на Играх доброй воли в Санкт-Петербурге, где заняла второе место.
После окончания карьеры спортсменки стала тренером по прыжкам с шестом. Работает в ФСО «Юность Москвы». 29 декабря 2005 года Светлана защитила во Всероссийском научно-исследовательском институте физической культуры и спорта кандидатскую диссертацию по теме «Начальное обучение технике прыжка с шестом на основе целенаправленного использования мыслительной активности юных спортсменок». С 1 января 2007 года работает в составе национальной сборной России по лёгкой атлетике. Среди известных учеников — чемпионка Европы Анжелика Сидорова. В 2014 году удостоена приза «Golden Tracks», который получают тренеры, впервые подготовившие чемпионов Европы и внёсшие большой вклад в развитие лёгкой атлетики.

### Международные
| Год  | Соревнования               | Место проведения        | Место | Результат |
| ---- | -------------------------- | ----------------------- | ----- | --------- |
| 1994 | Игры доброй воли           | Санкт-Петербург, Россия | 2     | 3,90 м    |
| 1997 | Чемпионат мира в помещении | Париж, Франция          | 6     | 4,10 м    |
| 1998 | Чемпионат Европы           | Будапешт, Венгрия       | 15    | DNS       |

### Национальные
| Год  | Соревнования                                         | Место проведения | Место | Результат |
| ---- | ---------------------------------------------------- | ---------------- | ----- | --------- |
| 1993 | Чемпионат России по лёгкой атлетике в помещении 1993 | Москва           | 1     | 3,75 м    |
| 1993 | Чемпионат России по лёгкой атлетике 1993             | Москва           | 1     | 3,80 м    |
| 1994 | Чемпионат России по лёгкой атлетике в помещении 1994 | Липецк           | 1     | 3,80 м    |
| 1994 | Чемпионат России по лёгкой атлетике 1994             | Санкт-Петербург  | 1     | 3,70 м    |
| 1995 | Чемпионат России по лёгкой атлетике 1995             | Москва           | 2     | 3,90 м    |
| 1996 | Чемпионат России по лёгкой атлетике 1996             | Санкт-Петербург  | 2     | 3,90 м    |
| 1997 | Чемпионат России по лёгкой атлетике в помещении 1997 | Волгоград        | 1     | 4,00 м    |
| 1997 | Чемпионат России по лёгкой атлетике 1997             | Тула             | 1     | 4,00 м    |
| 1998 | Чемпионат России по лёгкой атлетике в помещении 1998 | Москва           | 1     | 4,05 м    |
| 1998 | Чемпионат России по лёгкой атлетике 1998             | Москва           | 2     | 4,10 м    |
| 1999 | Чемпионат России по лёгкой атлетике в помещении 1999 | Москва           | 3     | 4,05 м    |